# Tayshaneta bullis
Tayshaneta bullis es una especie de araña araneomorfa del género Tayshaneta, familia Leptonetidae. Fue descrita científicamente por Cokendolpher en 2004.

## Distribución geográfica
Habita en los Estados Unidos.